# Taruma
El taruma o taruamá és una llengua ameríndia originària del nord-est del Brasil, els últims parlants de la qual vivien a l'estat brasiler del Pará. Kaufmann troba similituds entre el tarumá i el katembrí, encara que aquest possible parentiu necessita ser confirmat. La llengua es va considerar extinta per algun temps, fins que Eithne Carlin va trobar alguns parlants entre els wapixana, actualment s'està documentant aquesta llengua, que resta sense classificar.

## Història
El taruma es va parlar al voltant de la desembocadura del Riu Negro a la fi del 1600, però els parlants es van traslladar més tard al sud de Guyana. Cap a la dècada de 1920, els parlants de taruma van deixar de tenir la seva pròpia identitat ètnica.